# Huis Cortenbach

Familiewapen Cortenbach

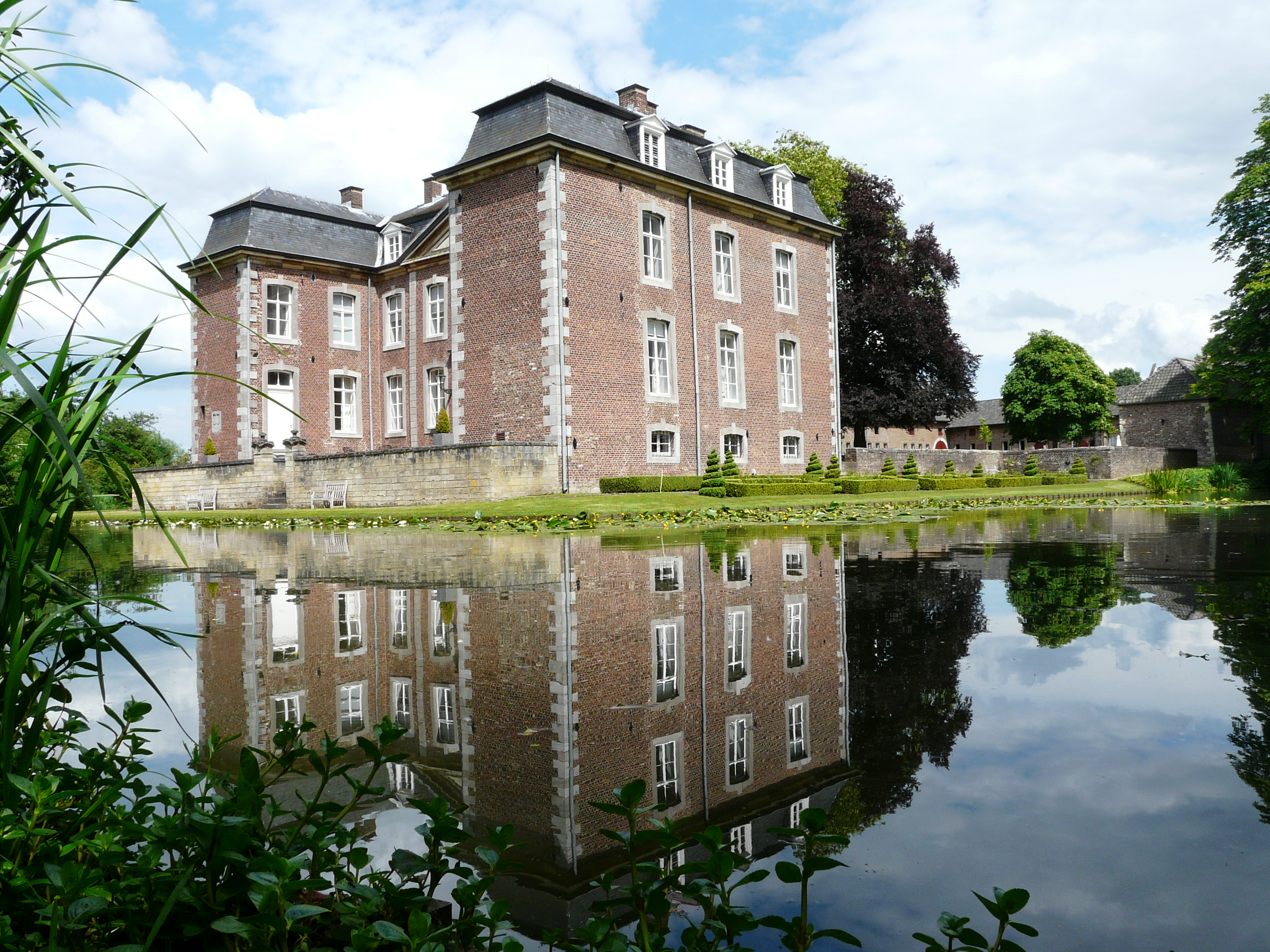
Kasteel Cortenbach in Voerendaal, bakermat van het Huis Cortenbach

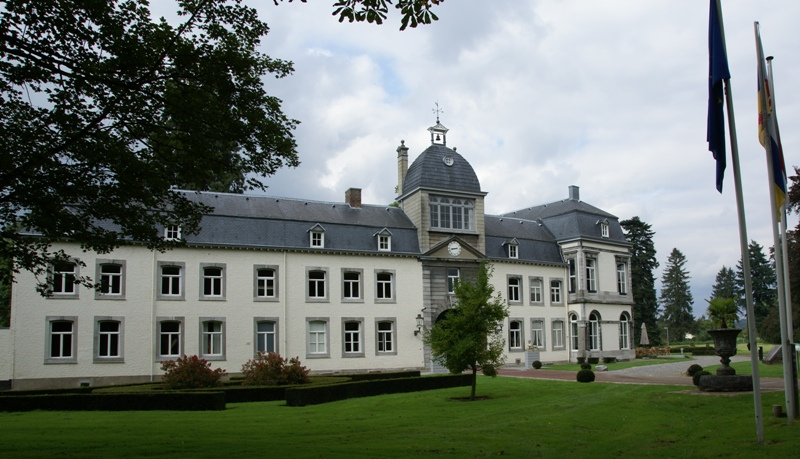
Kasteel Vaeshartelt

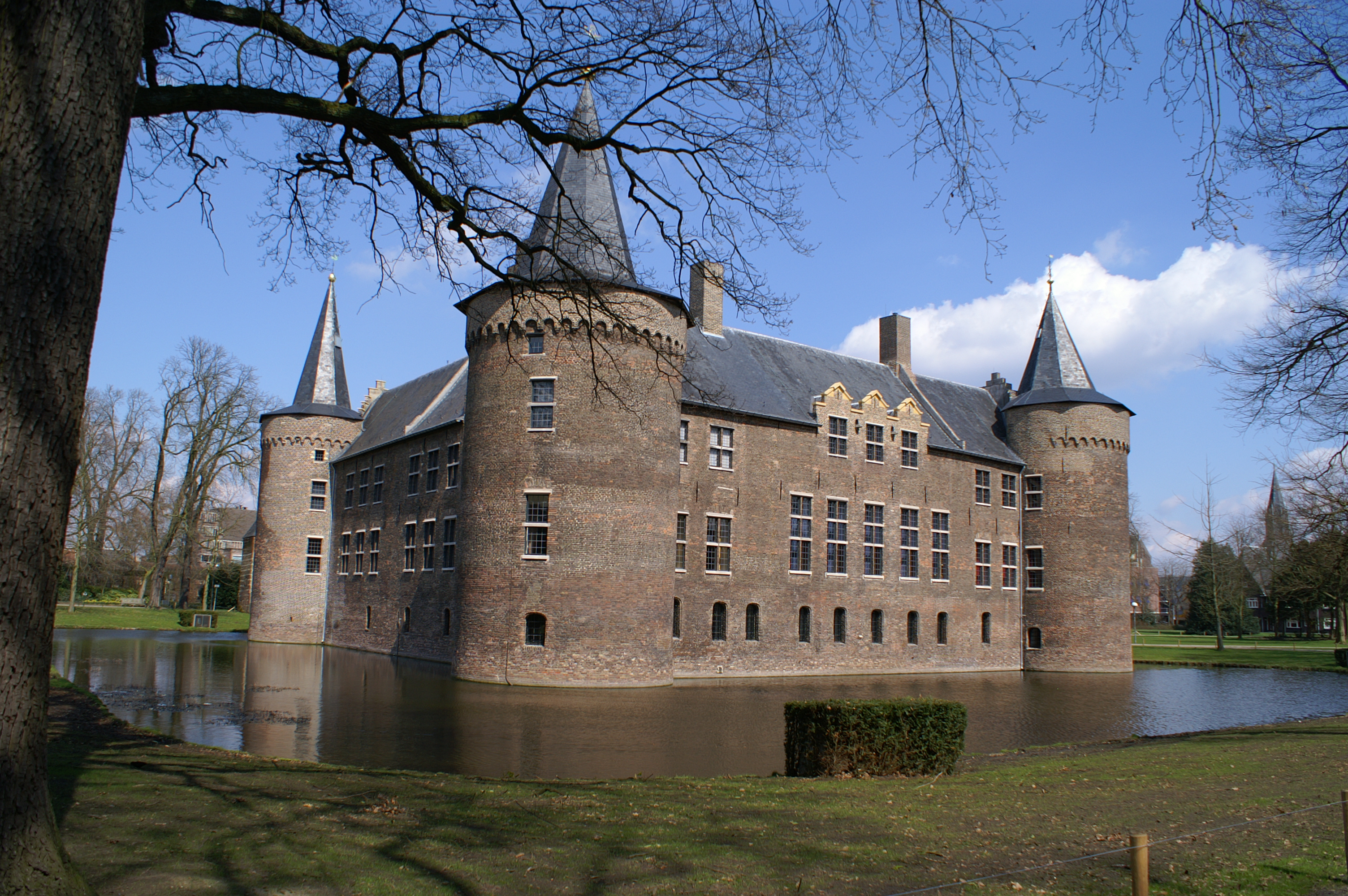
Kasteel Helmond

Het geslacht Van Cortenbach is een oud adellijk geslacht dat genoemd is naar Kasteel Cortenbach in de Nederlandse gemeente Voerendaal. Het geslacht heeft heren van diverse heerlijkheden voortgebracht, ook ridders en veldheren, en een landscommandeur van de Duitse Orde te Alden Biesen.

## Bezittingen
De heerlijkheid Cortenbach werd in 1381 door hertog Wenceslaus van Brabant in leen gegeven aan Gerard I van Cortenbach, die gehuwd was met Lysa van Carthils. Deze Gerard was de zoon van Goswin I van Cortenbach en kleinzoon van Willem van Berghe, die de oudst  bekende bewoner is van het kasteel. Daarna kwam de heerlijkheid in bezit van Gerards zoon, Goswijn II van Cortenbach, die gehuwd was met Agnes Huyn. De zoon van Goswijn van Cortenbach was Jan I van Cortenbach, die in 1433 met Catharina Berthout van Berlaer trouwde en daardoor heer van Helmond werd.
Nadat de heerlijkheid in de loop van de 15e eeuw tijdelijk voor de familie verloren was gegaan, kreeg men deze in de 17e eeuw weer in bezit, maar in 1638 werd ze definitief verkocht. Naast het kasteel te Voerendaal bezat de familie Cortenbach van 1415 tot 1668 Kasteel Vaeshartelt te Maastricht-Limmel. In de 16e eeuw werd in Luik het poorthuis Cortenbach (hôtel Cortenbach) gebouwd in de stijl van de Luikse renaissance.

## Bekende telgen

### Zuid-Limburgse tak
- Gerard I van Cortenbach (ca. 1342-?), heer van Cortenbach en Nieuwenhagen
- Gerard II van Cortenbach (ca. 1374-1452), heer van Cortenbach
- Goswijn II van Cortenbach (ca. 1378-1448), heer van Cortenbach en Nieuwenhagen
- Ivan van Cortenbach (ca. 1380-1434), landcommandeur van de balije Biesen van de Duitse Orde
- Claes van Cortenbach (?-1537), gehuwd met Joanna van Blitterswijk (†1530), begraven in de Oude Minderbroederskerk in Maastricht
- Willem van Cortenbach (?-1639), laatste mannelijke telg van dit geslacht
- Anna Margaretha van Cortenbach (?-1662), dochter van Willem, in 1630 gehuwd met Philips van Nassau

### Helmondse tak
- Jan I van Cortenbach (ca. 1402-1467), zoon van Goswijn II van Cortenbach, heer van Cortenbach, Keerbergen en Helmond
- Jan II van Cortenbach (?-1472), heer van Helmond
- Ivan van Cortenbach (?-1491), heer van Helmond
- Jan III van Cortenbach (?-1505) , heer van Helmond
- Ivan van Cortenbach (?-1520), heer van Helmond en Keerbergen, meier van Leuven
- Jan IV van Cortenbach (?-1534), heer van Helmond
- Joost van Cortenbach (?-1560), heer van Helmond
- Jan V van Cortenbach (?-1578), heer van Helmond
- Adolf van Cortenbach (1540-1594), heer van Helmond, Spaansgezind veldheer, gouverneur van 's-Hertogenbosch
- Alexander van Cortenbach (1590-1649), heer van Helmond
- Emond van Cortenbach (?-1681), heer van Helmond, laatste mannelijke telg uit zijn geslacht

### Roermondse tak
- Jan Willem I van Cortenbach (?-1647), voogd van Roermond (1626-1647), raadsheer van het Hof van Gelre te Roermond
- Jan Willem II van Cortenbach (?-1673), zoon van Jan Willem I van Cortenbach, voogd van Roermond (1647-1673), trouwde in 1655 met Anna Maria Schenck van Nydeggen
- Christoffel van Cortenbach (?-1693), zoon van Jan Willem II
- Lucia Maria van Cortenbach, zuster van Christoffel, trouwde met Jan Renier baron Bouwens van der Boyen

## Andere Cortenbachs
Voor zover bekend was de uit Aken afkomstige Herman de Lamberts, vanaf 1682 heer van Cortenbach, in 1686 verheven tot ridder van het Heilige Roomse Rijk en bouwheer van het huidige kasteel Cortenbach, geen lid van het Huis Cortenbach. Zijn nakomelingen namen de familienaam De Lamberts de Cortenbach aan en werden in 1816 opgenomen in de Nederlandse adel en in 1861 in de Belgische adel. De familienaam is thans uitgestorven.
De familienaam Cortenbach komt in Zuid-Nederland nog vrij veel voor. Een bekend lid is de snelwandelaar Jan Cortenbach.